# Wojciech Bąk
Wojciech Bąk (ur. 23 kwietnia 1907 w Ostrowie Wielkopolskim, zm. 30 kwietnia lub 2 maja 1961 w Poznaniu) – polski pisarz, prozaik i poeta, tworzący głównie w ramach liryki religijnej.

## Życiorys
Był absolwentem Gimnazjum Męskiego w Ostrowie Wielkopolskim oraz filologii polskiej i filozofii ścisłej Uniwersytetu Poznańskiego. Działał w ostrowskim Towarzystwie Tomasza Zana. Debiutował nagrodzonym przez „Wiadomości Literackie” tomikiem Brzemię niebieskie. Publikował w „Skamandrze”, „Wiadomościach Literackich”. 4 listopada 1937 roku, na wniosek Polskiej Akademii Literatury, został odznaczony Srebrnym Wawrzynem Akademickim. Do 1939 roku był nauczycielem poznańskich szkół średnich, m.in. Liceum św. Marii Magdaleny.
Okres okupacji spędził w Warszawie. Posługiwał się pseudonimem Konrad Wallen. W 1944 roku został wywieziony na roboty przymusowe do Niemiec. W czasie alianckiego nalotu został ranny w głowę. Wiersze napisane w trakcie wojny opublikował w 1946 w tomikach Piąta ewangelia i Syn ziemi.
Po powrocie do Poznania redagował, wraz z Jarosławem Iwaszkiewiczem, „Życie Literackie” (1945–1946). W latach 1945–1947 lat był prezesem zarządu Poznańskiego Oddziału Związku Zawodowego Literatów Polskich, w 1945 roku otrzymał nagrodę literacką miasta Poznania, a w 1949 nagrodę Episkopatu Polski. Po szczecińskim zjeździe Związku Literatów Polskich w 1949 roku, na którym przyjęto socrealizm jako obowiązujący kierunek literacki, publikacja religijnej poezji Bąka stała się niemożliwa. Od 1946 roku był też atakowany na łamach „Woli Ludu”.
W czerwcu 1950 roku na warszawskim zjeździe Związku Literatów Polskich zapowiedział zamiar wygłoszenia przemówienia o niszczeniu przez Żydów literatury i kultury polskiej, a następnie popełnienia samobójstwa. Wyprowadzony z sali, być może przez pracowników UB, został zamknięty w szpitalu psychiatrycznym. Pobyt w tym zakładzie, podczas którego był bity, poważnie osłabił jego zdrowie. Wypuszczony pół roku później, stał się niewygodny dla poznańskiego środowiska kulturalnego; uznano go za antysemitę, podejrzany był także jego homoseksualizm. 18 maja 1952 roku został zatrzymany i ponownie zamknięty w szpitalu psychiatrycznym w Dziekance. Niektórzy członkowie poznańskiego ZLP rozpoczęli starania o jego ubezwłasnowolnienie, jednak w kwietniu 1953 Bąk, na podstawie orzeczenia komisji lekarskiej, został wypuszczony ze szpitala. W maju 1953 roku został usunięty ze związku (przywrócono mu członkostwo po październiku 1956, jednak wówczas sam z niego zrezygnował).
W 1956 wydawnictwo Pallotinum opublikowało jego tom poezji Modlitewnik, następne tomiki wydawał m.in. PAX. Jednak prześladowania i inwigilacja Bąka trwały nadal (w 1960 roku był więziony), a sam poeta odizolował się od otoczenia.
Tworzący jako pisarz katolicki, po kilkuletnim przygotowaniu pod koniec życia stał się członkiem parafii ewangelicko-augsburskiej w Poznaniu. 
Zmarł 30 kwietnia 1961 roku w niejasnych okolicznościach. Mimo konwersji, został pochowany na cmentarzu przy ul. Lutyckiej, od 1982 roku jego prochy spoczywają na cmentarzu Powązkowskim w Warszawie (kwatera 229-3-14).
W 2016 roku poeta i redaktor naczelny Zeszytów Poetyckich, Dawid Jung, apelował o uhonorowanie pośmiertne Wojciecha Bąka.
Obecnie przyznawana jest Nagroda Poetycka im. Wojciecha Bąka.

## Publikacje
Poezja
- Brzemię niebieskie 1934
- Śpiewna samotność 1936
- Monologi anielskie 1938
- Piąta ewangelia 1946
- Syn ziemi 1946
- Dłonie z wiatru 1948
- Modlitewnik 1956
- Poezje 1958
- Zastygłe chwile 1958
- Psalmy Dawidowe 1979
- Pieśni brewiarza rzymskiego 1979
- W Samotności 1997 – antologia, red. Roman Bąk

Proza
- Twarze 1948

Dramat
- Jerzy i Barbara 1936
- Tyberiusz 1937
- Sługa don Kichota 1947
- Święty Franciszek
- Piłat. Proces Chrystusa 1983

Eseje, rozważania
- Szkice 1960
- Wyznania i wyzwania 1968
- O Bogu – Człowieku i apostołach 1971